# هگزافلوروبنزن
هگزافلوروبنزن (به انگلیسی: Hexafluorobenzene) یک ترکیب شیمیایی با شناسه پاب‌کم ۹۸۰۵ است. شکل ظاهری این ترکیب، مایع بی‌رنگ است.